# Thierry Boon-Falleur
Thierry Boon-Falleur (* 3. prosince 1944 Kessel-Lo, Belgie) je belgický genetik, jeden z nejvýznamnějších světových imunologů zabývajících se problematikou rakovinného bujení. Je mimořádný profesor na Lékařské fakultě Université catholique de Louvain a ředitel Ludwigova ústavu pro výzkum rakoviny v Bruselu. Je členem Papežské akademie věd (od roku 2002) a Národní akademie věd Spojených států (od roku 2007).